# Amfreville-la-Campagne
Amfreville-la-Campagne és un municipi francès situat al departament de l'Eure i a la regió de Normandia. L'any 2007 tenia 899 habitants.

## Demografia

### Població
El 2007 la població de fet d'Amfreville-la-Campagne era de 899 persones. Hi havia 344 famílies, de les quals 76 eren unipersonals (64 homes vivint sols i 12 dones vivint soles), 92 parelles sense fills, 136 parelles amb fills i 40 famílies monoparentals amb fills.
La població ha evolucionat segons el següent gràfic:
Habitants censats

### Habitatges
El 2007 hi havia 370 habitatges, 348 eren l'habitatge principal de la família, 12 eren segones residències i 10 estaven desocupats. 348 eren cases i 22 eren apartaments. Dels 348 habitatges principals, 277 estaven ocupats pels seus propietaris, 59 estaven llogats i ocupats pels llogaters i 12 estaven cedits a títol gratuït; 2 tenien una cambra, 9 en tenien dues, 49 en tenien tres, 100 en tenien quatre i 188 en tenien cinc o més. 286 habitatges disposaven pel capbaix d'una plaça de pàrquing. A 139 habitatges hi havia un automòbil i a 182 n'hi havia dos o més.

### Piràmide de població
La piràmide de població per edats i sexe el 2009 era:
| Homes | Edats   | Dones |
| ----- | ------- | ----- |
| 0     | 95 o +  | 0     |
| 0     | 90 a 94 | 4     |
| 0     | 85 a 89 | 8     |
| 0     | 80 a 84 | 0     |
| 16    | 75 a 79 | 20    |
| 8     | 70 a 74 | 12    |
| 24    | 65 a 69 | 24    |
| 12    | 60 a 64 | 16    |
| 32    | 55 a 59 | 32    |
| 44    | 50 a 54 | 40    |
| 24    | 45 a 49 | 32    |
| 28    | 40 a 44 | 24    |
| 44    | 35 a 39 | 44    |
| 24    | 30 a 34 | 20    |
| 24    | 25 a 29 | 36    |
| 32    | 20 a 24 | 12    |
| 24    | 15 a 19 | 16    |
| 40    | 10 a 14 | 36    |
| 32    | 5 a 9   | 28    |
| 36    | 0 a 4   | 24    |

## Economia
El 2007 la població en edat de treballar era de 570 persones, 415 eren actives i 155 eren inactives. De les 415 persones actives 385 estaven ocupades (213 homes i 172 dones) i 30 estaven aturades (13 homes i 17 dones). De les 155 persones inactives 68 estaven jubilades, 50 estaven estudiant i 37 estaven classificades com a «altres inactius».

### Ingressos
El 2009 a Amfreville-la-Campagne hi havia 345 unitats fiscals que integraven 908 persones, la mediana anual d'ingressos fiscals per persona era de 18.473 €.

### Activitats econòmiques
Dels 43 establiments que hi havia el 2007, 2 eren d'empreses extractives, 1 d'una empresa alimentària, 2 d'empreses de fabricació d'altres productes industrials, 12 d'empreses de construcció, 4 d'empreses de comerç i reparació d'automòbils, 4 d'empreses de transport, 1 d'una empresa d'hostatgeria i restauració, 1 d'una empresa d'informació i comunicació, 2 d'empreses immobiliàries, 7 d'empreses de serveis, 5 d'entitats de l'administració pública i 2 d'empreses classificades com a «altres activitats de serveis».
Dels 16 establiments de servei als particulars que hi havia el 2009, 1 era una gendarmeria, 1 oficina de correu, 2 tallers de reparació d'automòbils i de material agrícola, 1 taller d'inspecció tècnica de vehicles, 1 autoescola, 1 paleta, 2 fusteries, 2 lampisteries, 2 electricistes, 1 perruqueria i 2 agències immobiliàries.
Dels 2 establiments comercials que hi havia el 2009, 1 era una botiga de més de 120 m² i 1 una botiga de menys de 120 m².
L'any 2000 a Amfreville-la-Campagne hi havia 15 explotacions agrícoles que ocupaven un total de 642 hectàrees.

## Equipaments sanitaris i escolars
L'únic equipament sanitari que hi havia el 2009 era una farmàcia.
El 2009 hi havia una escola elemental.

## Poblacions més properes
El següent diagrama mostra les poblacions més properes.